# غيهورست (باكينجهامشير)
غيهورست (بالإنجليزية: Gayhurst)‏ هي قرية وأبرشية مدنية تقع في المملكة المتحدة في إنجلترا. يقدر عدد سكانها بـ 128 نسمة .